# Bredow (Adelsgeschlecht)

Das Wappen derer von Bredow

Bredow ist der Name eines alten mittelmärkischen Adelsgeschlechts mit gleichnamigem Stammhaus Bredow (heute Ortsteil von Brieselang, Landkreis Havelland, Brandenburg), das im Jahr 1251 mit Arnoldus de Bredow, miles und Gutsherr auf Bredow, urkundlich erstmals genannt ist und mit dem auch die direkte Stammreihe beginnt.

## Geschichte

### Vorgeschichte
In Kneschkes Neuem allgemeinen Deutschen Adels-Lexicon von 1860–70 heißt es über die legendären Ursprünge der Familie: „Aus den Niederlanden kam dasselbe Geschlecht in früher Zeit in die Marken, nach Einigen zur Zeit des K. Heinrich I., der die Familie zur Bezwingung der Wenden um 929 in die Marken zog, nach Angelus aber erst 1150, wo es sich Bredau, auch Bredow schrieb. Markgraf Albrecht der Bär gab, als er die Wenden um die Elbe vertrieben, das Städtchen Friesack in der Mittelmark der Familie, und dieselbe erbaute sich das Schloss Bredau, Bredow, welches schon 1208 in der Hand derselben sich befand.“

### Frühe Geschichte

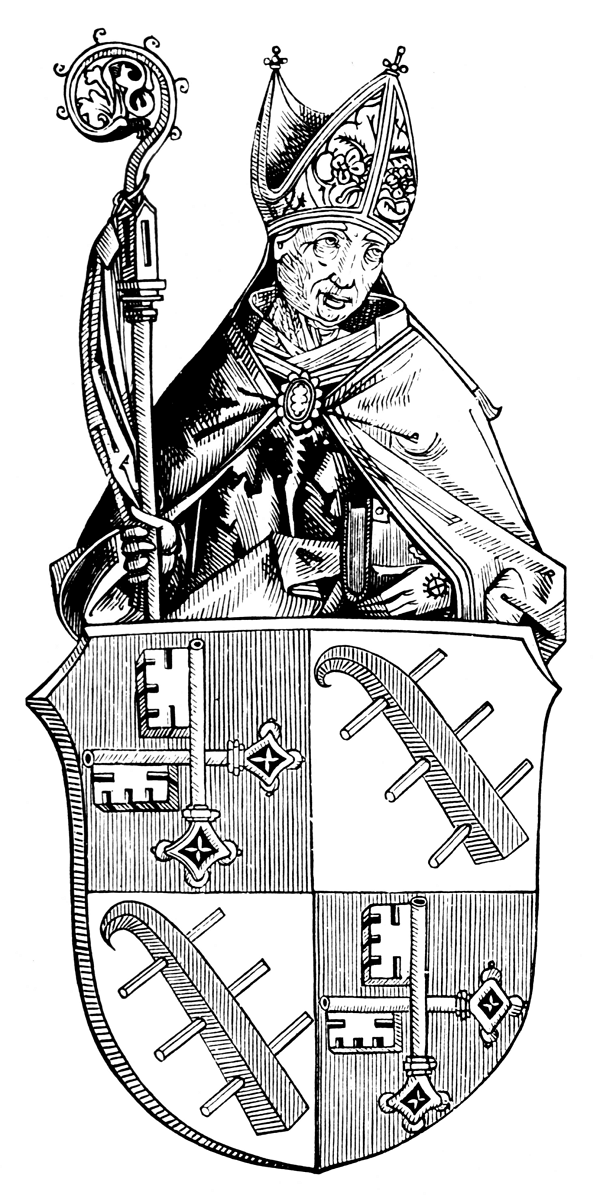
Joachim I. (1441–1507), Bischof von Brandenburg, Holzschnitt im Meßbuch des Bistums Brandenburg um 1480

Im Jahre 1335 wurden die von Bredow mit dem Erwerb des Ländchens Friesack zu einer der einflussreichsten und vornehmsten Adelsfamilien der Mark Brandenburg und dies trotz eines wahrscheinlich nur gewöhnlichen ritterlichen Ursprungs. Die Landesbeschreibung der Mark Brandenburg von 1373 zählte sie zu den Schlossgesessenen.
Um die mit dem Umbau der Burg Ziesar entstandenen Aufwendungen finanzieren zu können, veräußerte der Bischof Dietrich IV. an Hans von Bredow zu Friesack im April 1460 für 4.000 Gulden das Land Löwenberg.
Nach einem Vertrag von 1522 verfügten die Bredows im Löwenberger Land über Löwenberg mit der Burg Löwenberg (seit 1460 bis 1788), Hoppenrade mit dem Schloss Hoppenrade, Badingen mit dem Festen Haus, Bergsdorf, Grüneberg, Großmutz, Schrabsdorf, Mildenberg und Zabelsdorf sowie die wüsten Feldmarken Osterne, Lanke, Kerkow und Neuendorf. 1529 kam Liebenberg zum Besitz hinzu. Veräußert wurden 1536 Zabelsdorf und Osterne an Kurfürst Joachim II., ein Jahr später auch Badingen. Schloss Liebenberg wurde 1652 an die klevesche Familie von und zu Hertefeld verkauft. 1788 gingen die verbliebenen Güter im Löwenberger Land, namentlich die Schlösser Löwenberg und Hoppenrade, unter erheblichen Erbstreitigkeiten an die Familie von Arnstedt über, und zwar durch die von Theodor Fontane als die Krautentochter in seinem Buch Fünf Schlösser beschriebene skandalöse Charlotte von Kraut, verehlichte von Arnstedt.
Im Stargarder Land saßen die von Bredow auf Eichenhorst und Prillwitz, im Havelland auf Markau und Schwanebeck. Im Einschreibebuch des Klosters Dobbertin befinden sich fünf Eintragungen von Töchtern der Familien von Bredow aus Eichhorst und Prillwitz aus den Jahren 1749–1794 zur Aufnahme in das dortige adelige Damenstift. Wilhelmine von Bredow aus Eichhorst war als Nr. 720 seit 1848 Konventualin im Kloster Dobbertin, wo sie am 20. August 1864 starb. Ihr Wappenschild mit Ordensstern befindet sich auf der Nonnenempore in der Klosterkirche.

## Familienzweige
„Im Laufe der Zeit schied sich die Familie in zwei Hauptlinien: Bredow-Friesack und Bredow-Bredow. Die erstere beginnt mit Hasso um 1369 und zweigte sich in mehrere Nebenlinien ab: jetzt besteht dieselbe aus der gräflichen Linie in Preußen und den Häusern Wagenitz und Landin. Die Hauptlinie Bredow-Bredow fing mit Joachim zu Ende des 16. Jahrh. an und aus derselben wendeten sich Glieder nach Böhmen, von welchen die Grafen von Breda entstanden. Diese Linie schied sich in die Häuser Bredow, Senzke mit den Nebenzweigen Hage und in die Häuser Cremmen und Rheinsberg.“

### Bredow-Bredow
Der Ort Bredow (Ortsteil von Brieselang) wurde 1208 erstmals erwähnt. 1309 verlieh Markgraf Woldemar dem Vogt Matthias von Bredow (zu Rathenow) für 206 Mark Silber das Dorf Bredow, bis auf sechs Hufen die einem Herrn von Broesigke gehörten.
Die Güter Bredow, Senzke und Haage (das dortige Herrenhaus wurde 1987 abgerissen) blieben bis 1945 im Besitz der jeweiligen Zweige.

#### Senzke

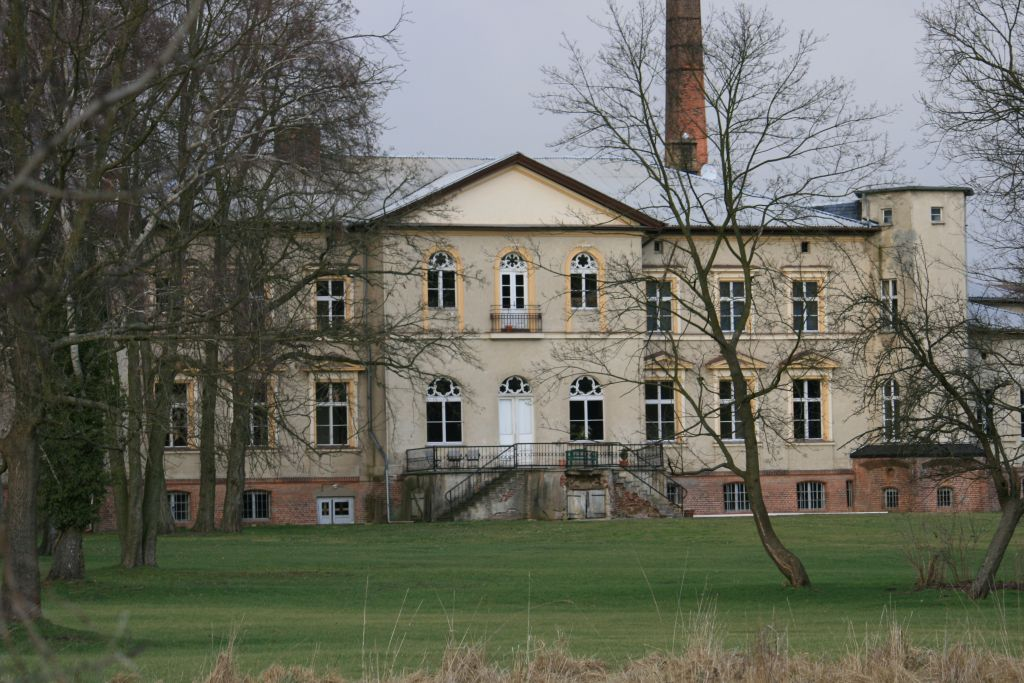
Herrenhaus Senzke

Senzkes Wurzeln als Lehen der Burg Friesack reichen bis ins Jahr 1250 zurück. 1331 fand Senzke erstmalige Erwähnung. Die Herren von Jerichow waren die ersten Besitzer von Senzke als Bestandteil des Ländchens Friesack. 1335 wurden die Bredows Lehnsherren der Burg und des Ländchens Friesack. 1399 verloren die Bredows das Ländchen jedoch schon wieder. 1427 wurde Hasso II. von Bredow neuer Lehnsherr im Ländchen Friesack. 1587 bekam Lippold von Bredow Senzke zugesprochen.

#### Ihlow, Buchow-Karpzow, Retzow
Zur Hauptlinie Bredow gehörten genealogisch auch die Häuser Markee, Ihlow, Buchow-Karpzow und Retzow mit den dazugehörigen Begüterungen. Mit dem Domdechanten Albert von Bredow-Ihlow (1799–1876) und dem Domherrn Hasso von Bredow-Buchow-Karpzow (1878–1954) kamen bis zuletzt namhafte Vertreter aus diesen Familienlinien.

#### Grafen von Breda
Reichsfreiherrnstand am 18. Februar 1634 in Wien und böhmisches Inkolat im Herrenstand am 17. November 1636 für Johann Rudolf von Breda (auch Johann Ludolf von Bredaw), kaiserlicher Kämmerer und Oberst über 1.000 Kürassiere. Reichsgrafenstand am 4. Mai 1674 in Wien mit böhmischer Grafenstandbestätigung am 29. August 1674 in Wien für dessen Sohn, den kaiserlichen Oberstleutnant Christoph Rudolph Freiherr von Bredaw.
Karl Joachim von Bredau kaufte 1696 die böhmischen Güter Tachlowitz mit Nutschitz und Hostiwitz und 1697 das Gut Roth-Augezd und später noch weitere Güter und vereinigte diese zur Herrschaft Tachlowitz. Seine Erben verkauften die Herrschaft 1732 an Anna Maria Franziska von Sachsen-Lauenburg.

#### Grafen von Bredau
Reichsgrafenstand am 1. Juli 1744, preußische Grafenstandbestätigung am 22. Januar 1746 und Reichsgrafenstandbestätigung am 18. Oktober 1746 für Ernst Wilhelm Freiherr von Bredau (1709–1755), kaiserlicher Wirklicher Reichshofrat, königlich preußischer Staatsminister und Garderobemeister des Königlichen Hauses.

### Bredow-Friesack

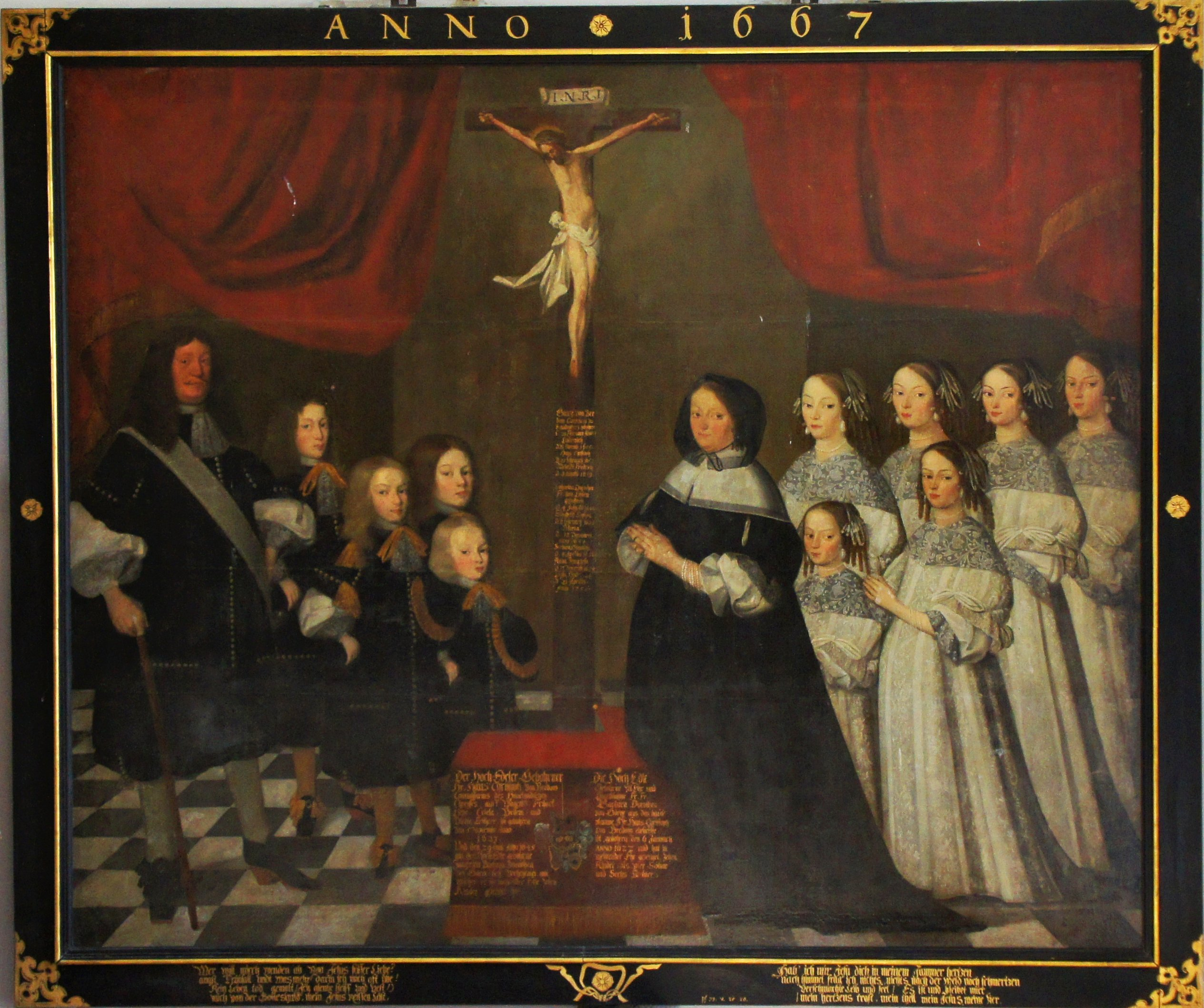
Hans Christoph von Bredow mit Familie (1667)

Hans Christoph von Bredow (* 5. November 1623 in Wagenitz; † 1. Juni 1691 in Spandau) war Sohn des Georg von Bredow (1591–1636) und überlebte während des Dreißigjährigen Kriegs eine Racheaktion von marodierenden Sächsisch-Lüneburgischen Truppen im Winter 1635/36, die Wagenitz überfielen und dort 22 Personen töteten, so auch Georg von Bredow samt seiner Wachen. Der überlebende Hans Christoph war mithin Stammvater der gesamten Friesacker Linie. Nach Abbruch der Schule in Brandenburg 1638 wegen Geldmangels wurde er 1639 Page am Hof in Berlin. 1641 wurde er in den Dienst des Sohns von Minister Adam von Schwarzenberg übernommen und war an Missionen nach Regensburg und Wien beteiligt. Hans Christoph kehrte 1642 in das Havelland zurück und übernahm nach dem Tod seines Bruders Georg V. von Bredow als Alleinerbe die Familiengüter. Nach Belehnung 1645 gelang es ihm nicht nur, das zerstörte Wagenitz zu retten, sondern er konnte letztlich nahezu alle anderen Bredow’schen Stammgüter des Ländchens Friesack, die einst dem Urgroßvater Hartwig II. gehörten, aber durch Konkurs verloren gegangen waren, zurückkaufen, ebenso diejenigen, die sein Vater und Großvater hatten verkaufen müssen (Briesen, Brädikow, Liepe, Landin, Kriele, Vietznitz, Görne, Dickte, Kleßen, Lochow, Stechow, Wutzetz, Vorwerk Damm und Teile des Zootzenwaldes). Hinzu kam der von ihm ererbte halbe Anteil an Friesack. Aus seiner Ehe 1645 mit Barbara Dorothea von Görne a. d. H. Plaue († 18. Dezember 1678) erwuchsen vier Söhne, die den Fortbestand des Hauses und, nach Absterben des Löwenberger Hauses, auch den Fortbestand der Friesacker Linie bis heute sicherten:
- Georg von Bredow (* 20. Februar 1653,† 7. September 1697) auf Kleßen, Görne u. Dickte, Domsenior; ⚭ Marie Sophie von Halberstadt a.d.H. Langenbrietz (* um 1655); Begründer des Haus Kleßen
  - Gerhard Ludwig Friedrich von Bredow (1699–1772)
    - Georg Friedrich Ulrich von Bredow (* 14. April 1725 in Kleßen; † 26. Februar 1777 ebd.),
      - Graf Friedrich Ludwig Wilhelm von Bredow (1763–1820), Gründer der gräflichen Linien, siehe unten
- Johann Ludwig von Bredow (1655–1740) auf Wagenitz, Landin, Brädikow, Vietznitz, Stechow, Grimme, Mankmus, Laaslich, Zapel, Kaiserlicher Hauptmann, Generaladjutant, Kammerjunker; ⚭ I. 1695 Marie Sophie von Katte a.d.H. Klietz (Tochter des Domseniors zu Havelberg Melchior v. Katte auf Alten-Klitschkke u. Bellin), ⚭ II. Polenzke 1704 Johanne Wilhelmine Freiin von Metzsch; Begründer des Hauses Wagenitz im weiteren Sinne; Kinder unter anderem 3 Söhne.
  - Katharina Elisabeth von Bredow (* 12. April 1696 Wagenitz; † 16. April 1754 in Uenglingen während Besuchs bei ihrer Tochter), älteste Tochter des Ludwig von Bredow und der Marie Sophie von Katte; ⚭ 1712 als zweite Ehefrau den verwitweten Hans Heinrich von Katte
    - Stiefsohn Hans Hermann von Katte (1704–1730 Hinrichtung)

  - Johann Ludwig von Bredow (* 10. April 1697) lange Erbstreitigkeiten mit den Brüdern, Linie erloschen. Mit 16 Jahren trat Johann Ludwig in die Armee ein, stand 1740 im Kürassierregiment Möllendorf und war in Königsberg stationiert. Nahm 1743 als Obristleutnant (Regimentschef) seinen Abschied, wohl da seine Vermögensverhältnisse zerrüttet waren.
  - Christoph Friedrich (1698–1745), war 1742 Major im Regiment Gens d’armes, starb 1745 als Obristleutnant in der Schlacht bei Soor durch eine Kanonenkugel, die ihn am Kopf traf. Er stand in Erbengemeinschaft mit Ernst Wilhelm von Bredow

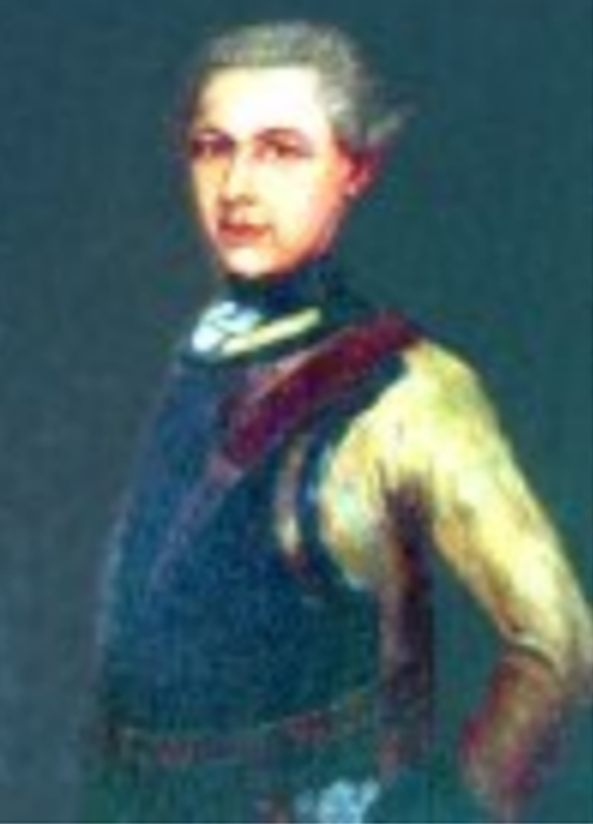
Georg Dietrich von Bredow

  - Georg Dietrich von Bredow Georg Dietrich von Bredow (* 9. Mai 1699 in Wagenitz; † 17. März 1755 in Berlin), ging nach literarischer Ausbildung an der Universität Halle auf Kavalierstour, war dann im Dragonerregiment von der Wense und ab 1725 im Dragonerregiment Friedrich Otto von Wittenhorst-Sonsfeld, mit diesem Regiment 1734 im Polnischen Thronfolgekrieg am Rhein. Im 2. Schlesischen Krieg war er Offizier beim Kürassierregiment von Stille, das an der Belagerung von Prag 1744 und der Schlacht bei Kesselsdorf 1745 teilnahm. Er erhielt 1749 das Patent zum Oberst und wurde 1751 auf eigenen Wunsch verabschiedet.[9] Er hatte neben Geldvermögen das Gut Grimme geerbt, zog aber nach Coswig. Als er sich 1753 mit Johanne Ludovika (von) Gebhardt († 1801) verheiraten wollte, versuchte sein Bruder Johann Ludwig dies wegen des bürgerlichen Stands der Braut und des vorehelichen Sohns zu vereiteln. Diesem trat aber der Kaiserhof durch Nobilitieren der Braut entgegen, was der preußische König Friedrich der Große bestätigte. Georg Dietrich starb bald nach seiner Verheiratung in Berlin, ist aber im Erbbegräbnis Wagenitz beigesetzt.[10] Er ist über seine Söhne Stammvater aller Mitglieder (2/3 der heutigen Familienmitglieder insgesamt) der Häuser Wagenitz, Briesen, Vietznitz, Heinrichsdorf, Landin und Stechow.
    - Georg Ludwig Friedrich von Bredow (* agnatisch 7. April 1750 in Aschersleben; † 23. Februar 1812 in Wagenitz), 1769 Leutnant im Regiment Lottum, ab 1774 durch Los Besitzer des Ritterguts Grimme, am 30. August 1775 als Capitain Abschied vom Regiment von Arnim, sodann um 1776 viele Erbstreits, etwa wegen Wagenitz, später am 2. Mai 1810[11] a. D. zum Major befördert. Privat nachweislich sehr musikalisch, erwarb einen Flügel und spielte Violine; ⚭ Berlin 6. Januar 1777 Albertine Charlotte Louise Wilhelmine Freiin von Hertefeld (1751–1806, Tochter des Friedrich Samuel von Hertefeldt und der Augusta von Quast), mit überlebenden 3 Söhnen
      - Carl Ludwig Friedrich Wilhelm, Freiherr von Bredow auf Wagenitz (1777–1845); ebd. ⚭ 1810 Caroline Sophie Dorothee von Spitael (* 8. Januar 1781 in Ziesar; † 21. Mai 1850 Berlin) Linie Haus Wagenitz[12]
        - Albert Ludwig Wilhelm Leopold Friedrich von Bredow, Freiherr (1801–1852); ⚭ Adelheid Ida von Graevenitz (1800–1878)
          - Karl Ludwig Viktor Heinrich von Bredow, Freiherr (1836–1886); ⚭ Agnes Henriette Karoline von Arnim (1839–1927), zahlreiche Nachfahren

        - Georg Heinrich Eduard von Bredow, Freiherr (1810–1883), Jurist und Schriftsteller

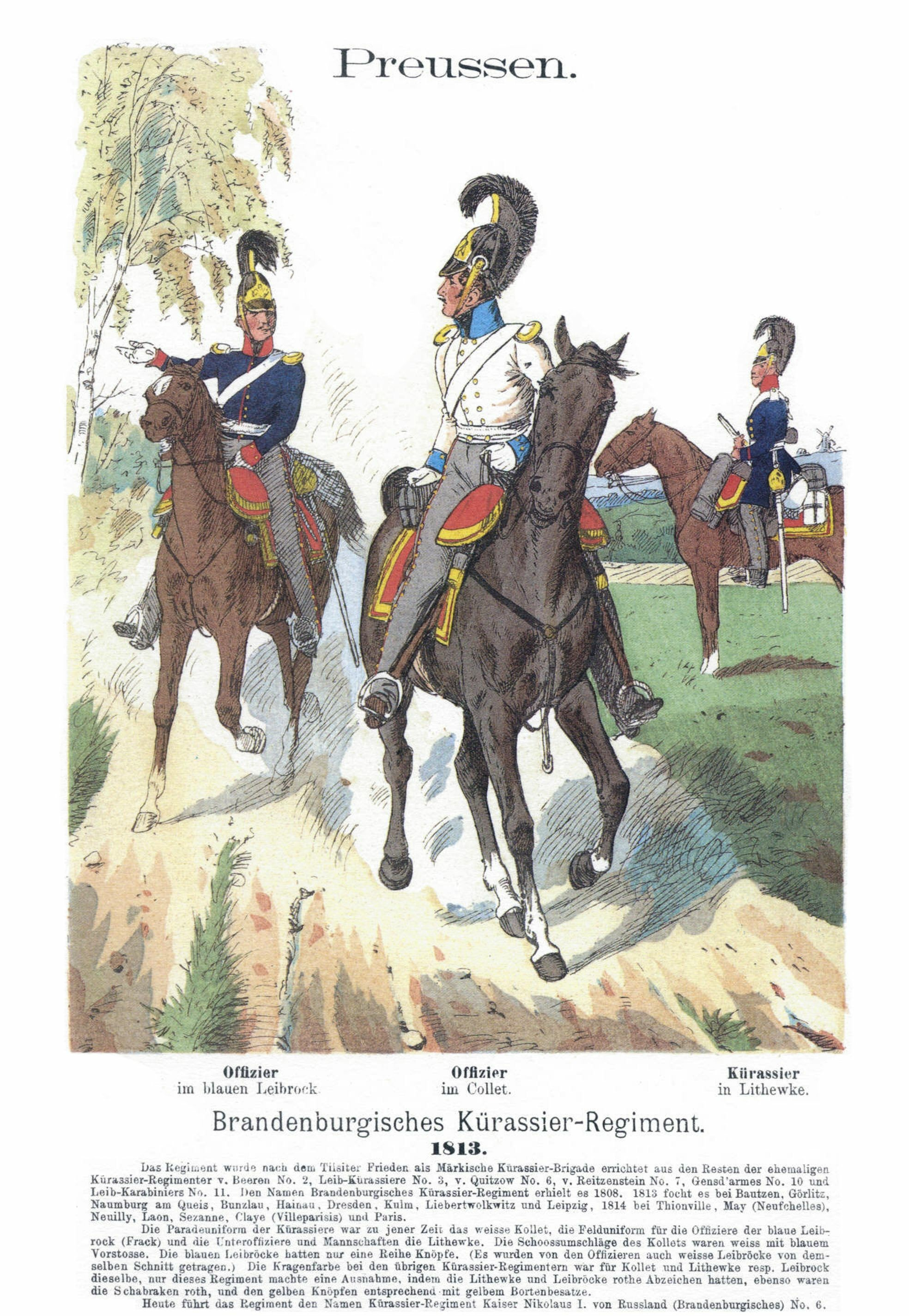
Brandenburgisches Kürassierregiment 1813

      - Brandenburgisches Kürassierregiment 1813 August Friedrich Wilhelm Albrecht von Bredow (* 3. November 1780 in Wagenitz; † 13. Oktober 1813 vor Liebertwolkwitz), war 1806 Leutnant der Regiments  Gens d’armes, gefallen 1813 im Gefecht bei Liebertwolkwitz als Major im Brandenburgischen Kürassierregiment[13] (wohl beim Versuch, den König von Neapel, Joachim Murat gefangen zu nehmen, per Degen von dessen Stallmeister Narcisse Pouleur[14] erstochen; Er wird oft verwechselt mit einem Leutnant Guido von der Lippe[15] vom Neumärkischen Dragoner-Regiment, jedoch waren im Schlachtverlauf die überlebenden Kürassiere in die Reihen des besagten Dragoner-Regiments eingegliedert worden. Selbst Militärhistoriker sind uneins über die genaue Identität des in diesem Vorfall getöteten preußischen Offiziers).[16][17]
      - Friedrich Philipp Wilhelm Leopold Ferdinand (* 4. März 1787 Wagenitz; † 2. März 1878 Briesen), Gründer der Linie Haus Briesen

    - Wilhelmine Louise Friederike von Bredow (* 10. März 1754 in Coswig)
    - Ernst Karl Gustav Dietrich von Bredow (* 3. März 1755 in Berlin; † 10. Februar 1810 in Stechow), 1774 Cornet, dann Leutnant der Ziethen-Husaren[18]
      - Karl Ernst Samuel von Bredow (1777–1825, Berlin), Linie Haus Landin, zahlreiche Nachfahren
        - Hasso Heinrich Ludwig Wilhelm Karl von Bredow; ⚭ 1841 Schlesien Charlotte Konstanze Valeska von Schmettau (Enkelin des Generals Bernhard von Schmettau)[19]
        - Hans Christoph Hermann von Bredow

  - Hans Christoph III. von Bredow (* 1708)
  - Ernst Wilhelm von Bredow Reichsgraf (* 15. August 1709; † 7. Juni 1755 in Berlin)[20]
- Hans Christoph II. von Bredow (1657–1709) auf Liepe, Kriele, Landin und Lochow, Fürstlich-Ansbacher Geheimer Rat. Geburtsort wohl Wagenitz. Der bei den Bredows bis dahin nicht erscheinende Name Ernst ist wohl auf seinen Großvater Hans Ernst von Metsch zurückzuführen
- Wichard Friedrich von Bredow (1659–1710) auf Friesack, Damm, Briesen u. Vietznitz, Rittmeister u. Landrat; ⚭ I. Marie Elisabeth von Görne a.d.H. Plaue; ⚭ II. Marie Magdalene von Sommerfeld und Falkenhayn a.d.H. Jakobsdorf.

#### Unterlinien der Friesacker Linie
„Die von Bredow, Friesacksche Linie, besaßen im 19. Jahrhundert noch nachfolgende Güter:“
1. „die gräfliche Linie: Friesack, Vorwerk Däm, Wutzetz, Antheil Vietznitz, Carolinenhof, Kleessen, Görne, Diete, Antheil Lochow und Liepe.“
2. „Das Wagnitzsche Haus: Wagnitz, Vietznitz, Briesen, Braedikow, Bernhardinenhof, Mankmus, und Zubehörungen, Grimme in Anhaltschen und Antheil Friesack.“
3. „Das Landinsche Haus.: Landin, Kriele, Stechow, Lochow, Zapel, Lasslich, Rambow und Zubehör.“[21]

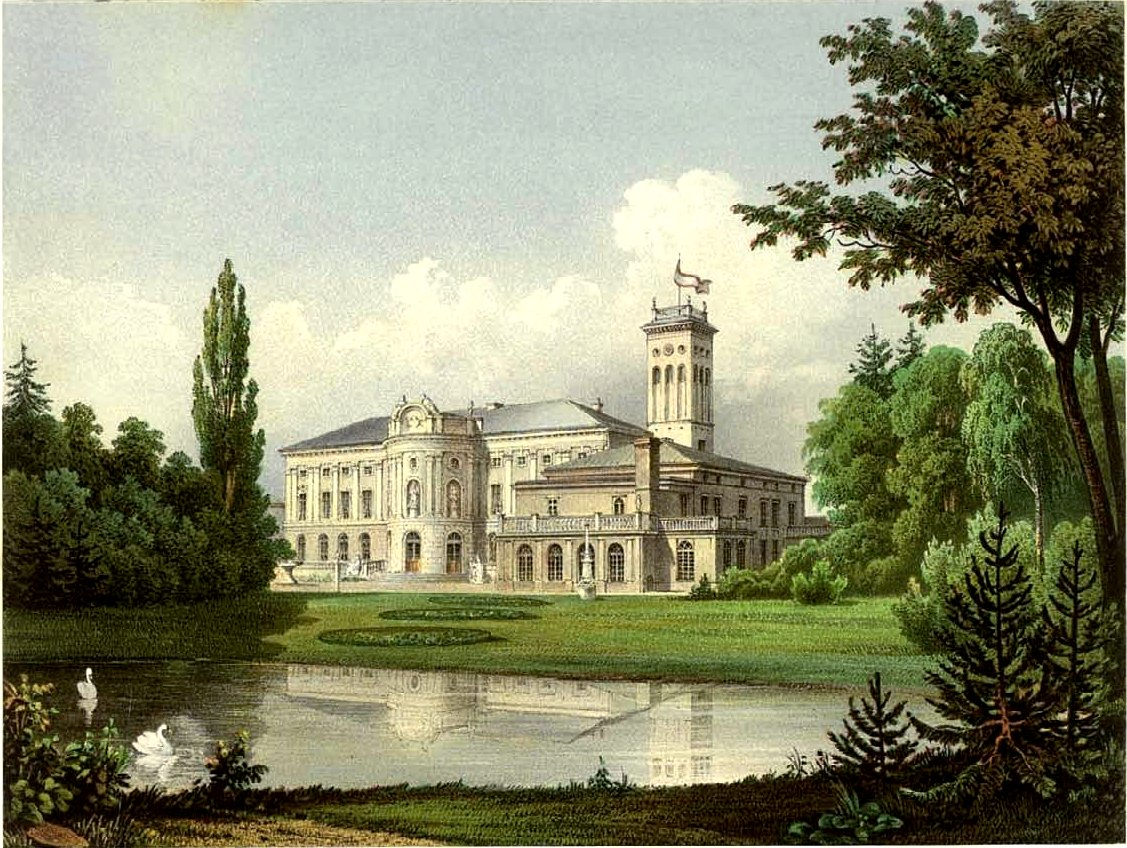
Schloss Wagenitz um 1860, Sammlung Alexander Duncker

##### Wagenitz
Wagenitz kam 1335 mit dem Ländchen Friesack an die Bredows; sie blieben bis 1945 dort Gutsherren. Das Schloss, eines der prächtigsten des Havellandes, brannte bei Kriegsende 1945 aus ungeklärter Ursache bis auf die Grundmauern ab.

##### Landin
1353 wird der heutige Ortsteil Landin der Gemeinde Kotzen (Havelland) als Besitz der Familie von Bredow erstmals urkundlich erwähnt. Der Familienzweig Landin konnte das Gut bis zur Bodenreform halten.

##### Gräfliche Linien
Graf Friedrich Ludwig Wilhelm von Bredow (1763–1820), Herr auf Friesack, Kleßen, Liepe, Görne, Dickte und dem Vorwerk Damm, wird in Theodor Fontanes Wanderungen durch die Mark Brandenburg ausführlich gewürdigt. Er hatte mit seiner Frau siebzehn Kinder, neun Jungen und acht Mädchen, von denen einige schon jung verstarben. Der Werdegang einiger Nachfahren sei hier kurz dargestellt, die anderen nur genannt. Mit dem Tod von Friedrich Ludwig Wilhelm von Bredow verzweigt sich die Friesacker Linie derer von Bredow ein weiteres Mal, wie folgt:

###### Görner Grafen

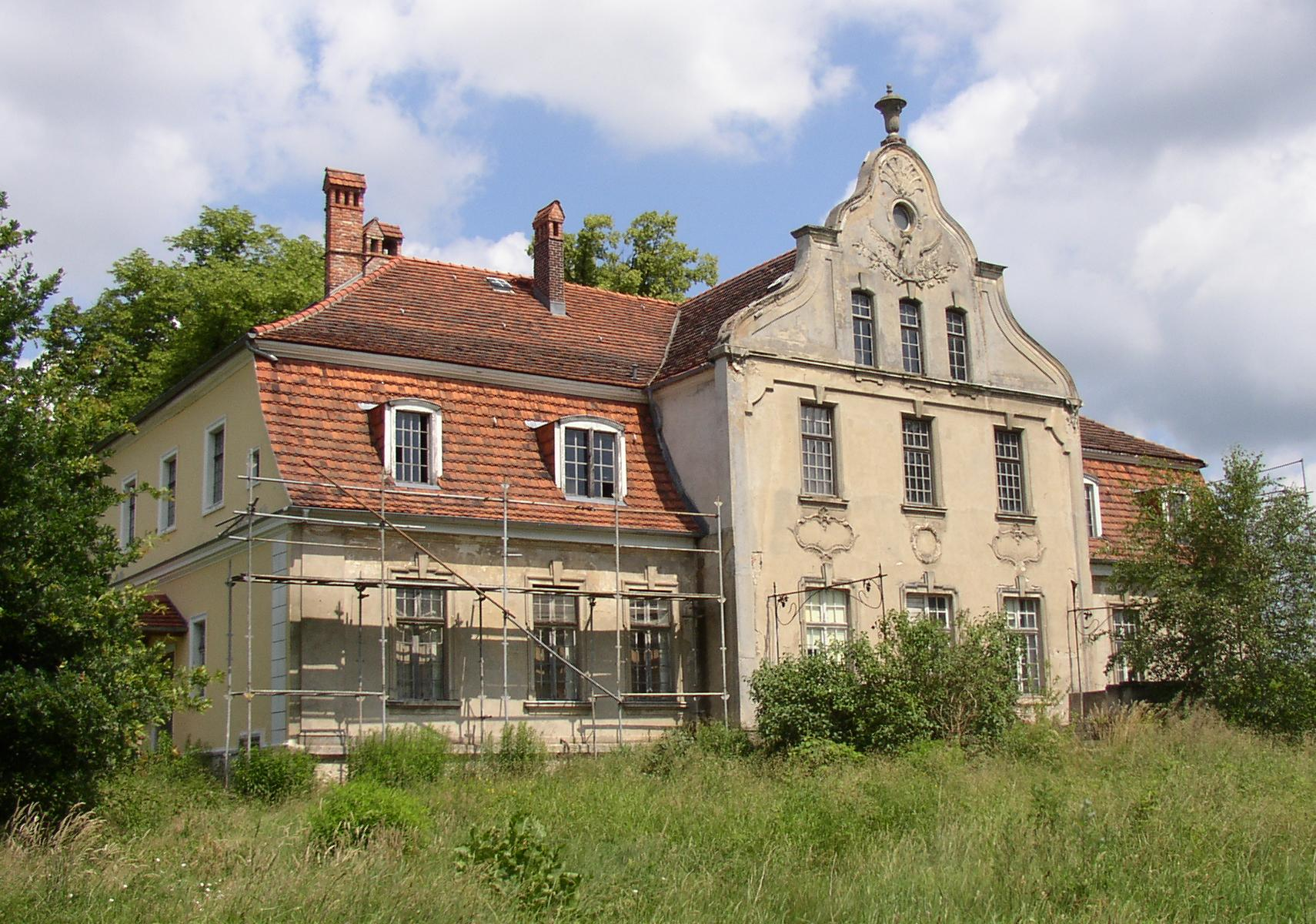
Herrenhaus Görne

Der zweite Sohn Friedrich Gebhard Heinrich Ludwig Graf von Bredow (* 27. Juli 1789 in Kleßen; † 20. September 1864 in Görne) ging in Bredowscher Tradition zum Militär zum Leib-Kürassier-Regiment Großer Kurfürst (Schles.) Nr. 1 und nahm an den Befreiungskriegen unter anderem 1813 an der Schlacht bei Großgörschen teil. Er war der Erbe von Gut Görne mit seinen Vorwerken Lochow und Dikte. Am 16. September 1823 ehelichte er in Parey Louise Sophie Auguste Wilhelmine Krug von Nidda (* 5. September 1804 in Parey; † 7. März 1827 in Görne). Aus dieser Beziehung gingen zwei Söhne hervor: Der jüngste Sohn Oskar Friedrich Wilhelm von Bredow (* 3. April 1826 in Görne; † 5. Januar 1895 in Dikte) lebte zurückgezogen in Dikte. Der älteste Sohn, Appellationsgerichtsrat Otto Friedrich Ludwig Karl Ferdinand August von Bredow (* 30. September 1824 in Görne; † 20. April 1894 ebenda), der das Erbe seines Vaters antrat, heiratete am 8. August 1852 in Görne Adele Elise von Gansauge (* 12. Dezember 1830 in Posen; † 24. Oktober 1885 in Görne). Aus dieser Ehe gingen eine Tochter und drei Söhne hervor, darunter Wilkin Friedrich Otto von Bredow (* 8. Januar 1855 in Görne). Wilkin Friedrich Otto von Bredow ehelichte am 7. Oktober 1886 in Schönebeck Margaretha Henriette Klara von Vangerow (* 27. Juli 1866 in Schönebeck) und hatte mit ihr drei Kinder (eine Tochter und zwei Söhne). Der Erstgeborene war Joachim Friedrich von Bredow (1889–1947). Er musste 1945 Görne verlassen. Der zweitgeborene Sohn war Sigismund Friedrich Wilkin Otto Graf von Bredow (* 4. Juli 1890 in Magdeburg), der Vater der Schriftstellerin Ilse Gräfin von Bredow (1922–2014) und ihrer Schwester Freifrau Josepha von Zedlitz, geb. von Bredow (* 1920), die 1944 Christoph von Zedlitz ehelichte und nach der Wende auf das Bredower Görner Vorwerk Lochow zurückkehrte.
Somit wäre der von Theodor Fontane beschriebene und von Murat beraubte Friedrich Ludwig Wilhelm von Bredow der Ur-Ur-Ur-Großvater der Schriftstellerin Ilse Gräfin von Bredow.

###### Lieper Grafen
Das Rittergut Liepe (heute Ortsteil von Nennhausen) wurde 1353 als „Lyp“ erstmals genannt; seit 1375 war es im Besitz derer von Lochow und ab 1427 derer von Bredow.
Der dritte Sohn des obengenannten Friedrich Ludwig Wilhelm Graf von Bredow, Oberbergrat Friedrich Ludwig Wilhelm Graf von Bredow (1790–1852), gilt als Gründer des jüngsten Lieper Zweiges derer von Bredow. Er wurde entgegen der Tradition nicht Soldat, sondern Bergassessor. Während der Befreiungskriege war er Freiwilliger Jäger und kam 1814 verletzt nach Nancy ins Lazarett. Nach dem Kriege kehrt er in seine Heimat zurück. Am 2. April 1818 ehelichte er in Eisleben Louise Erdmann (* 21. Juni 1792 in Eisleben; † 22. März 1860 in Liepe). Nach dem Tode seines Vaters 1820 erbte er Kleßen, tauschte es aber gegen Liepe. 1836 wurde er zum Bergrat und 1847 zum Oberbergrat ernannt. Sein ältester Sohn (* 25. Februar 1819 in Weittin; † 20. Oktober 1886 in Berlin, Kaiserin-Augusta-Hospital), der den Namen seines Großvaters Friedrich Ludwig Wilhelm trug, war ein Portenser, der nach der Schule eine Juristische Ausbildung begann. Diese brach er nach dem Tode des Vaters ab und übernahm das Gut Liepe. Mit seinem jüngeren Bruder Ludwig Friedrich Otto von Bredow (1825–1877), einem späteren Landrat des westhavelländischen Kreises, erbaute er zwischen 1854 und 1855 das Bredowsche Wohnhaus in Liepe, das er ab 1855 mit seiner Mutter und einer Schwester Louise Wilhelmine Charlotte von Bredow (* 24. Oktober 1827 in Wettin; † 16. Oktober 1865 in Liepe) bewohnte. 1872 gab es in Liepe ein großes Feuer, das auch an den Mauern der Kirche und des Wohnhauses kratzte. Friedrich Ludwig Wilhelm galt als Junggeselle (starb zumindest kinderlos), Verfasser der Familiengeschichte und Erbauer der heutigen Lieper Kirche mit deren Bau um 1880 begonnen wurde. Um das Jahr 1890 brachte die Familie das Gut in eine Familienstiftung ein, deren Einkünfte unter den männlichen Mitgliedern der Familie aufgeteilt wurden. Das 1855 neu gebaute Lieper Gutshaus existiert noch und ist heute ein medizinisches Schulungszentrum.
Letzter Besitzer des Lieper Gutshauses war Hans Prien, der es 1928 gekauft hatte. Zu DDR-Zeiten beherbergte es das LPG-Büro und eine Arztpraxis; nach der Wende 1990 fand eine Sanierung des Herrenhauses statt.

###### Friesacker Grafen

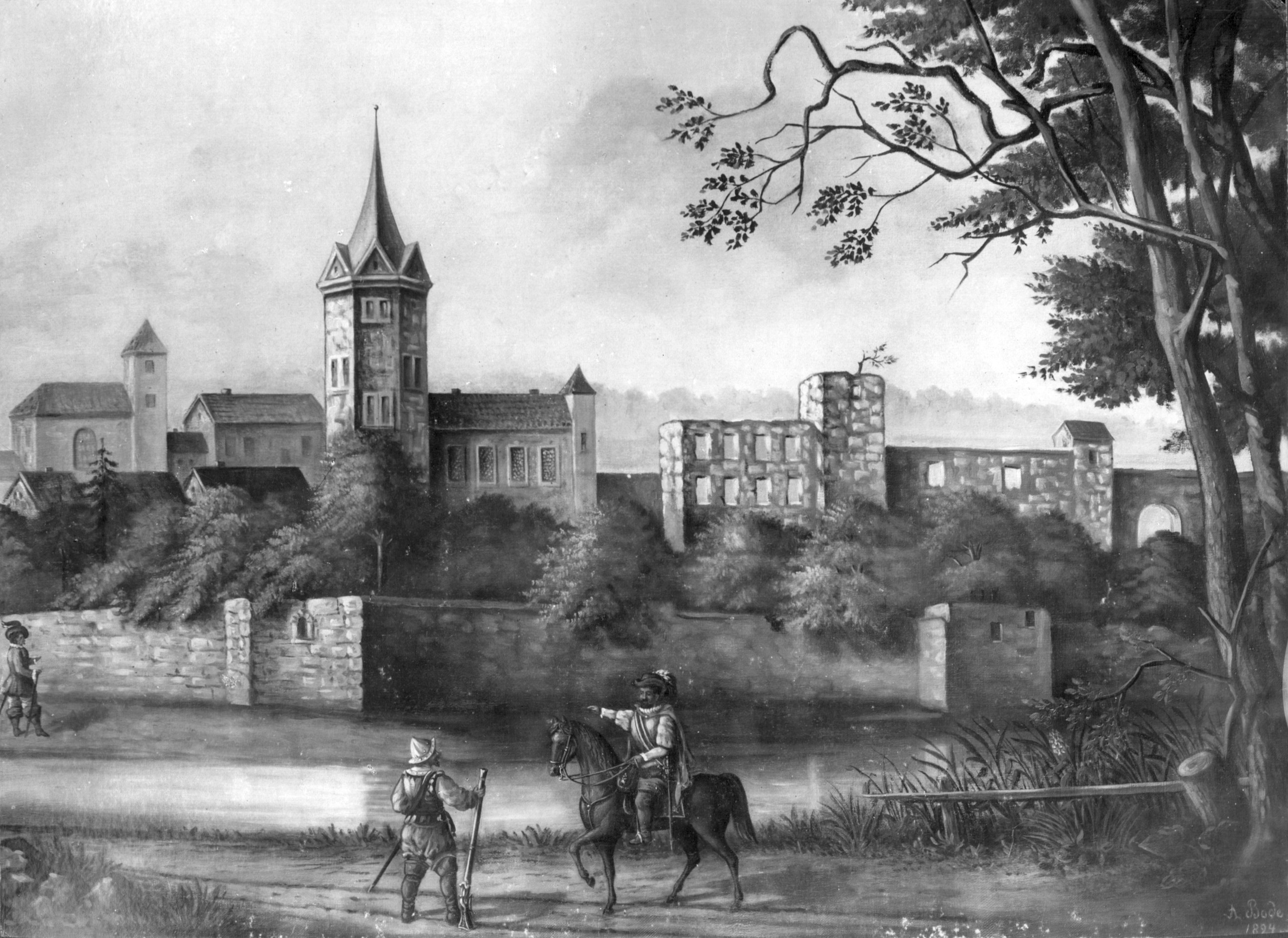
Die Burg Friesack zur Zeit des Dreißigjährigen Krieges

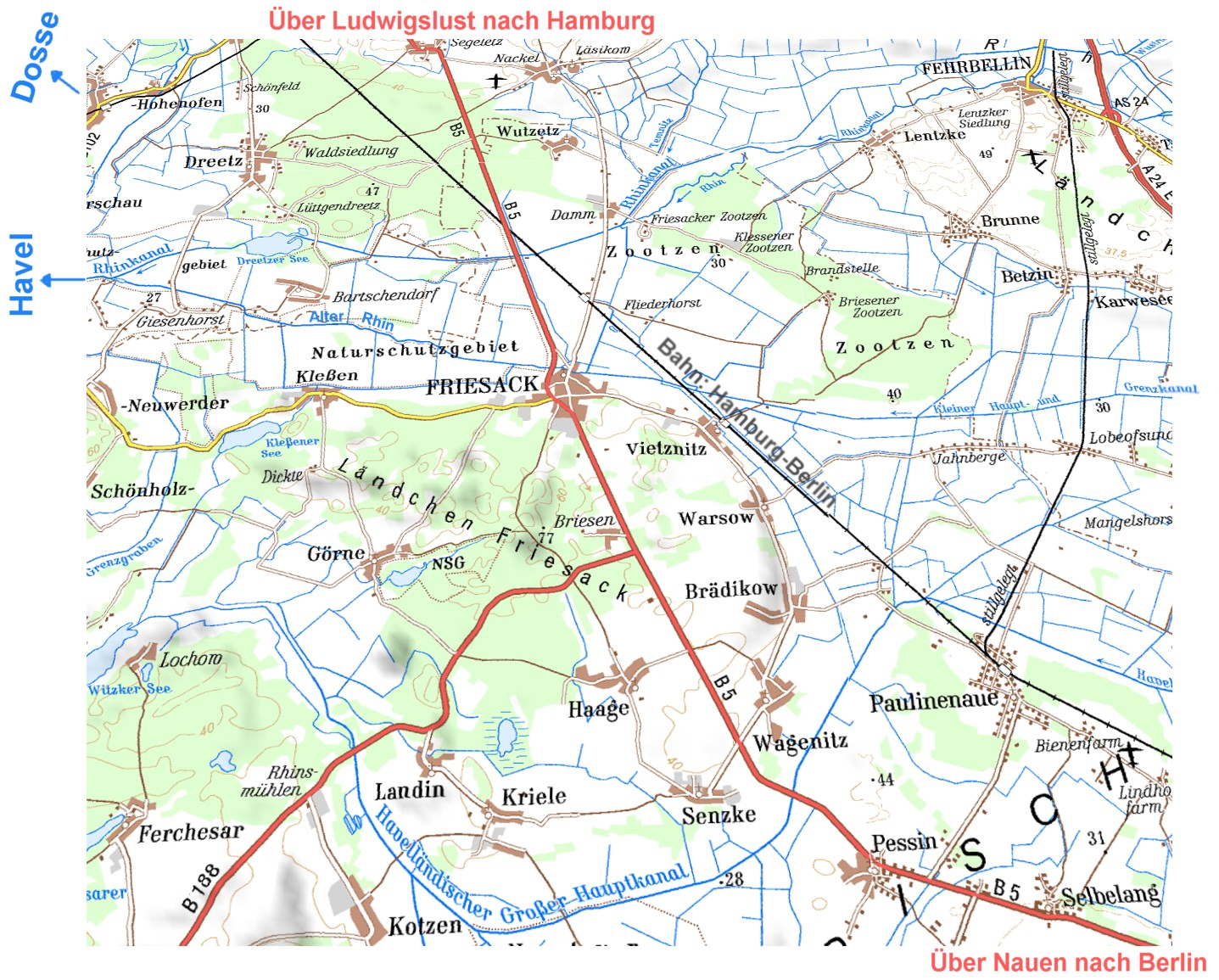
Ländchen Friesack

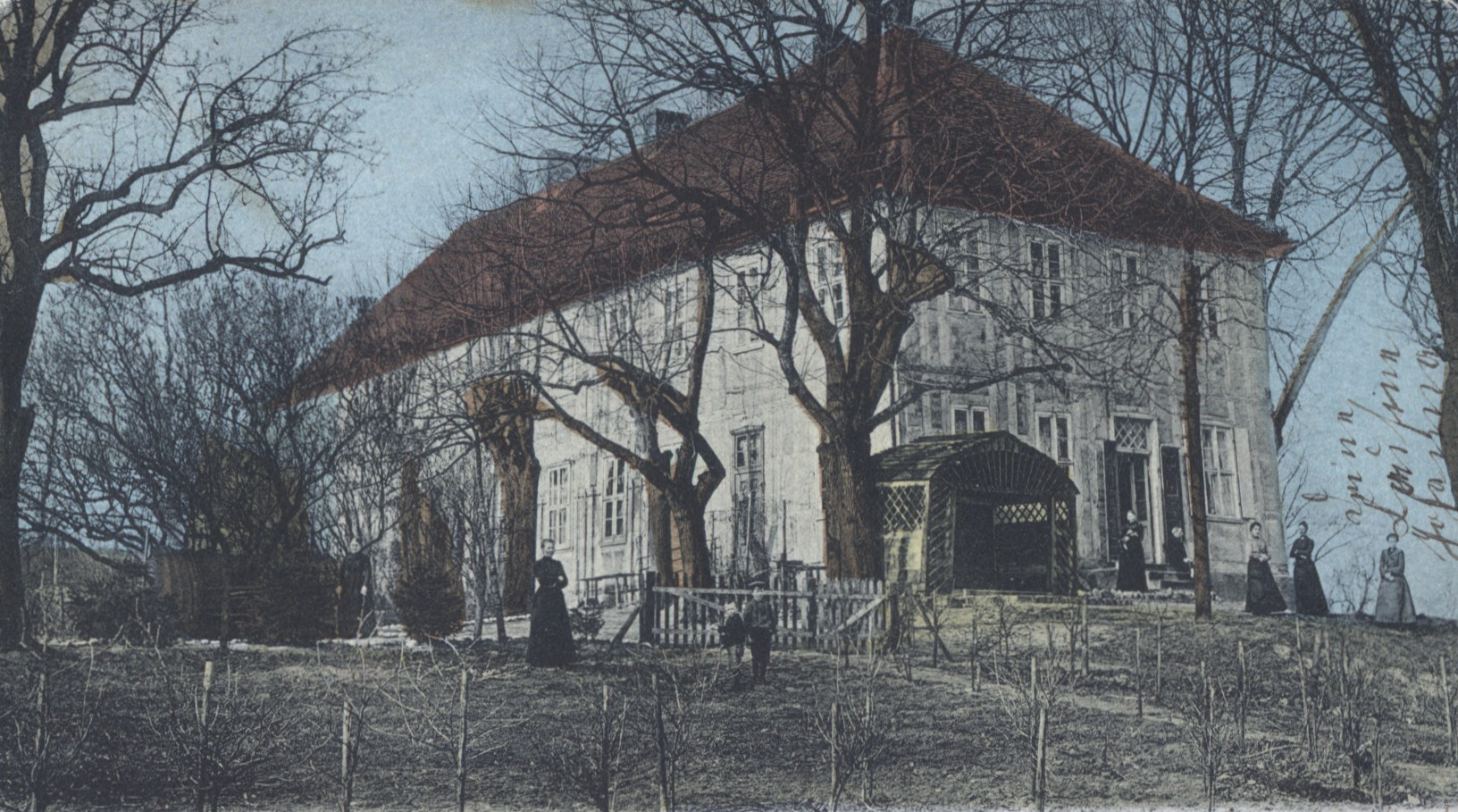
Herrenhaus Friesack I (um 1900)

Die Burg Friesack soll schon existiert haben, als Albrecht der Bär 1150 in die Mark kam. Markgraf Ludwig der Ältere schuldete den Bredows, die seit 1250 in der Nauener Gegend lebten, nach heutigem Geldwert ungefähr 300.000 Euro. Diese Schuld tilgte er 1335, indem er die Bredows mit Burg, Städtchen und Ländchen Friesack sowie mit dem Zootzen (einem ausgedehnten, höher gelegenen fruchtbaren Flurstück nördlich Friesack) belehnte. 1399 eroberte Markgraf Jobst von Mähren die Burg, da die Bredows für den Erzbischof von Magdeburg, einen Gegner des Kurfürsten, Partei ergriffen hatten. 1409 erwarb Dietrich von Quitzow die Burg, die in der Folge zum Raubnest verkam. Als Belohnung für die Niederwerfung der Raubritter in der Gegend – darunter mancher Bredow – wurde Friedrich von Hohenzollern-Nürnberg mit der Mark Brandenburg belehnt und somit als Friedrich I. der erste Hohenzoller in der Mark. Nach der Quitzow’schen Zeit gingen die Burg, die Stadt und das Ländchen wieder in den Besitz der Familie von Bredow über, die es für geratener hielt, zum Markgrafen zu halten. Gegen Ende des 15. Jahrhunderts wohnten zwölf selbständige Familienmitglieder der Bredows dort. Durch die vielen Erbteilungen entstanden dabei immer kompliziertere Verhältnisse. Die Bredows bewohnten das Burggelände bis zur Mitte des 19. Jahrhunderts. Bis 1808 war Friesack dabei der Grundherrschaft unterworfen. Die Burg ist im Laufe der Zeit mehrfach abgebrannt und wieder aufgebaut worden. Anstelle der Burg errichteten die Bredows dann Herrenhäuser, genannt Friesack I und Friesack II, die zu DDR-Zeiten entweder abgerissen oder durch Feuer zerstört wurden.
Karl Georg Gebhard von Bredow (* 28. November 1791 in Kleßen; † 12. Juli 1864), der Erbe von Friesack, war der jüngste Sohn von Friedrich Ludwig Wilhelm von Bredow. Bevor er jedoch sein Erbe antrat, trat er 1811 der Garde-Artillerie der Preußischen Armee bei. 1812 wechselte er zum 3. Kürassier-Regiment (Brandenburgisches) in Rathenow, mit dem er am Befreiungskriege teilnahm. 1821, ein Jahr nach dm Tod des Vaters nahm er als Rittmeister seinen Abschied, um sein väterliches Erbe anzutreten. Er ehelichte noch im selben Jahr am 7. Oktober 1821 in Rathenow Elisabeth Johanne Emilie von Kaphengst (* 16. Juni 1797 in Rathenow; † 26. September 1857 ebenda). Nach dem letzten Friesacker Großbrand von 1841, bei dem neben 15 Friesacker Wohnhäuser und den dazugehörigen Stallung und Scheunen, der Kirche im Burgbereich auch der Wirtschaftshof des gräflichen Ritterguts zerstört wurden, ließ Karl Georg Gebhard von Bredow das Burggelände räumen und verlegte den gesamten Gutsbetrieb vor die Stadt an die Straße nach Kleßen und Görne. Dort ließ er auch ein neues Herrenhaus erbauen; es brannte 1948 ab. Die Maßnahmen traf er, obwohl das alte Herrenhaus I vom Feuer verschont blieb, es wurde nach und nach zum Wirtschaftsgebäude umfunktioniert. Unter der zerstörten Kirche auf dem Burggelände befand sich die seit langer Zeit unbenutzte Bredow’sche Gruft die das Feuer überstand. Karl Georg Gebhard von Bredow ließ sie nunmehr öffnen und die Gebeine des Hauptmanns der Mark Brandenburg Hasso von Bredow fanden sich. Anschließend wurde die Gruft endgültig zugeschüttet.
Theodor Fontane schrieb dazu: „Seine sterblichen Reste wurden in der Burgkirche zu Friesack beigesetzt. Hier fanden sie sich vor, als 1841 infolge des damals stattgehabten Brandes die alte Kirche abgetragen und bei der Gelegenheit auch die unversehrt gebliebene Gruft unter der Kirche geöffnet wurde Eine Steinplatte mit der Umschrift Hasso von Bredow und der Jahreszahl 1438 deckte das Grab. Außer der Umschrift befand sich auch der Umriss einer Rittergestalt auf der Steinplatte. Das Grab selbst eng und überwölbt. In ihm lag ein Mann von über sechs Fuß Größe, neben ihm ein zweihändiges Ritterschwert. Dies zweihändige Ritterschwert kam in die Waffensammlung nach Wagenitz, der Grabstein ging verloren, die Gruft selbst wurde zugeschüttet. An jenem Tage sprach noch einmal ein märkisch Ritterantlitz zur Welt, das die Quitzowtage mitgesehen und während derselben eine politische Rolle gespielt hatte.“
Karl Georg Gebhard von Bredow hatte einen Sohn und eine Tochter. Beide waren mit Kindern von Karl Georg Gebhard von Bredows, dem Bruder des Erben von Kleßen, Ferdinand Friedrich Karl von Bredow, und seiner Gattin Karoline Charlotte Louise Sophie von Bredow verheiratet. Die von Bredows blieben zu dieser Zeit wohl gern unter ihresgleichen. Der Sohn, Karl Friedrich Emil Ferdinand Hermann von Bredow, kurz Karl Graf Bredow-Friesack (* 12. September 1822 in Friesack; † 7. Februar 1893 ebenda), heiratete nach dem Tode seiner Gattin und Cousine Karoline Auguste Mathilde Wilhelmine von Bredow (* 23. Oktober 1826 in Kleßen; † 8. Oktober 1856 in Friesack; ⚭ 1. Juni 1845 in Kleßen) nochmals eine von Bredow. Diese stammte jedoch aus dem Landiner Zweig derer von Bredow. Aus der zweiten Ehe (⚭ 25. Oktober 1866 in Stechow) mit Bertha Wilhelmine Augusta von Bredow (* 1. April 1844 in Brandenburg an der Havel) ging ein Sohn hervor, aus der ersten Ehe hatte Karl Friedrich Emil Ferdinand Hermann von Bredow bereits acht Kinder. Ein weiteres Kind namens Otto zeugte er während des Dahinsiechens seiner ersten Frau mit der Magd Caroline Sidow, die kurz vor der zweiten Heirat – für damalige Zeiten ungewöhnlich – finanziell abgefunden wurde und mit ihrem Sohn nach Brandenburg an der Havel übersiedelte. Karl Graf Bredow-Friesack war Domherr zu Brandenburg und zuletzt zwei Jahre Kurator der dortigen Ritterakademie. Sein ältester Sohn Leutnant Karl Hasso Ferdinand Emil von Bredow (* 1846 in Rathenow; † 1870 Vionville) war neben dem Generalmajor Friedrich Wilhelm Adalbert von Bredow ein weiterer Bredow, der an der Schlacht bei Vionville teilnahm und dabei am 16. August 1870 fiel.
Karl Georg Gebhard von Bredows Tochter Emilie Karoline Wilhelmine Louise Klara von Bredow (* 30. Januar 1824 in Friesack; † 25. Februar 1875 ebenda) heiratete am 24. Mai 1848 in Friesack ihren Cousin Karl Friedrich Wilhelm August Hasso von Bredow (* 28. April 1824 in Kleßen; † 1. Juni 1885 in Friesack). Sie hatten eine Tochter. Letzte Vertreterin der gräflichen Linie Friesack respektive letzte Grundbesitzerin auf Burg Friesack war die Tochter des Hauptmann a. D. Karl Graf Bredow (1850–1919) auf Friesack, Vietznitz I und Friesacker Zootzen und der Martha von Kathen, Marguerite von Stechow, geborene Gräfin von Bredow-Friesack.

###### Kleßener Grafen

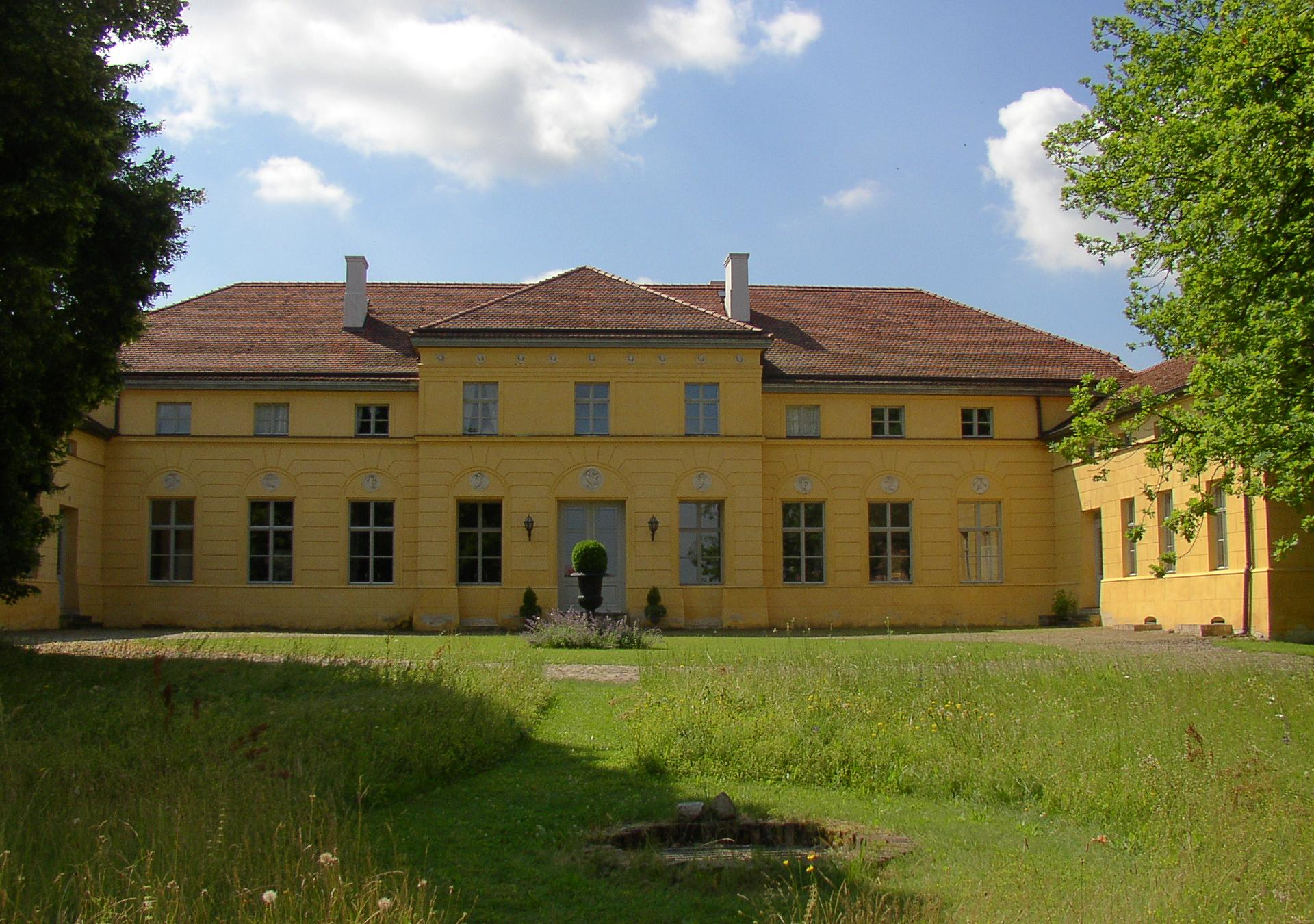
Herrenhaus Kleßen

Friedrich Ludwig Wilhelm von Bredows Sohn Ferdinand Friedrich Karl von Bredow (* 3. November 1795 in Kleßen; † 14. Mai 1857 ebenda) trat das Erbe auf Gut Kleßen an, welches er mit seinem Bruder, dem Oberbergrat Ludwig Friedrich Wilhelm von Bredow getauscht hatte. Ferdinand Friedrich Karl von Bredow ehelichte am 10. April 1823 in Wagenitz Karoline Charlotte Louise von Bredow (* 10. April 1802 in Grimme; † 4. Dezember 1844 in Berlin) aus dem Hause Wagenitz. Dass Angehörige der Familie von Bredow unter sich blieben und einander heirateten, scheint eine Tradition gewesen zu sein, die die Kinder beider fortsetzten. Schließlich heiraten zwei ihrer Kinder Bredows aus dem Friesacker Zweig. Bevor Ferdinand Friedrich Karl von Bredow heiratete und Kinder zeugte, nahm er wie sein Bruder Karl Georg Gebhard von Bredow mit dem 3. Kürassier-Regiment (Brandenburgisches) an den Befreiungskriegen teil. Ferdinand Friedrich Karl von Bredow galt als guter Landwirt, der das Gut in die Höhe gebracht hat. Ferdinand Friedrich Karl von Bredow und Karoline Charlotte Louise von Bredow hatten neun Kinder; der jüngste Sohn Alfred Georg Hans von Bredow (* 9. September 1836 in Kleßen; † 26. April 1895 ebenda) wurde Erbe von Gut Kleßen und führte das Werk seines Vaters als Landwirt fort und verbesserte viel – er hatte neun Kinder. Eigentlicher Erbe sollte jedoch der älteste Sohn Karl Friedrich Wilhelm August Hasso von Bredow werden, der seine Friesacker Cousine zu ehelichte. Am 23. November 1846 heiratete Ferdinand Friedrich Karl von Bredow in Berlin seine zweite Frau Mathilde Karoline Sophie von Wenckstern (* 22. Dezember 1810 in Berlin; † 8. Juli 1894 in Bethesda). Aus dieser Ehe ging eine Tochter hervor. Diese ehelichte einen Herrn von Jagow vom 3. Garde-Ulanen-Regiment.

###### Andere Nachfahren d. Friedrich Ludwig Wilhelm von Bredow (* 1763)
Jungen
- Der älteste Sohn Philipp Friedrich Karl Wilhelm von Bredow (* 3. März 1787 in Kleßen; † 7. Januar 1851 in Sandau) war verheiratet mit Maria Dorothea Felchow (* 1799; † 14. Januar 1864 in Sandau) und nahm bei den 3. Husaren an den Befreiungskriegen teil.
- Gebhard Friedrich Wilhelm von Bredow (* 23. Januar 1793 in Kleßen; † 26. Mai 1866 in Potsdam)
- August Friedrich Karl von Bredow (* 22. November 1799 in Berlin; † 20. Juli 1873 in Damm)
- Theodor Ludwig Julius von Bredow (* 8. Oktober 1805 in Kleßen; † 10. Mai 1821 in Brandenburg an der Havel)
- Wilhelm Friedrich Heinrich Edmund von Bredow (* 28. Februar 1801 in Kleßen; † 27. März 1813 ebenda)

Mädchen
- Florine Karoline Philippine von Bredow (* 29. Januar 1786 in Kleßen; † 2. Juli 1836 in Berlin)
- Friedericke Christiane Louise von Bredow (* 16. Juli 1788 in Kleßen; † 10. September 1788 ebenda)
- Karoline Juliane Friedericke von Bredow (* 16. Mai 1794 in Kleßen; † 11. September 1846 in Görne) ⚭ 26. Dezember 1822 in Kleßen Friedrich Karl Rudolf von Pannwitz († 8. September 1863 in Potsdam)
- Amalie Friedericke Karoline von Bredow (* 5. Januar 1797 in Berlin; † 16. Dezember 1871 in Görne)
- Adelhaid Friedericke Sophie von Bredow (* 10. Januar 1800 in Kleßen; † 27. Dezember 1800 ebenda)
- Friedericke Albertine Juliane von Bredow (* 13. März 1802 in Kleßen; † 24. November 1802 ebenda)
- Charlotte Dorothea Wilhelmine von Bredow (* 13. März 1802 in Kleßen; † 3. Oktober 1868)
- N.N. (*/† 1803 in Kleßen)

#### Trivia
Der Familie wurde am 7. Juli 1855 das Präsentationsrecht für das Preußische Herrenhaus verliehen.
Die heute zu Berlin gehörenden ehemaligen Dörfer Buch und Französisch Buchholz waren zeitweise ganz oder zum Teil im Besitz dieses Geschlechts.
Ein bekannter Spottvers über einige der wichtigsten märkischen Adelsfamilien lautete:
Die Putlitz die Öllsten. /
Die Rochows die Stölzsten. /
Die Itzenplitz die Schwersten. /
Die Bredows die Mehrsten.

## Familienmitglieder
- Adalbert von Bredow (1814–1890), preußischer Generalleutnant und Domherr des Domstifts Brandenburg, „Mars La Tour-Bredow“[34]
- Anatol Graf von Bredow (1859–1941), deutscher General der Kavallerie, Ritter des Ordens Pour le Mérite
- Arthur Graf von Bredow (1867–1937), deutscher Generalleutnant
- Asmus Ehrenreich von Bredow (1693–1756), preußischer Generalleutnant, Gouverneur von Kolberg
- Bernard von Bredow (1959–2021), deutscher Geigenbauer und Urzeitforscher
- Bernhard von Bredow (1842–1918), preußischer Generalleutnant
- Carl Wilhelm von Bredow (1682–1761), preußischer Generalmajor
- Christoph August von Bredow (1780–1844), preußischer Gutsbesitzer, Mitdirektor der Haupt-Ritterschaft der Kur- und Neumark, Mitglied des Montagsclubs und der „Gesetzlosen Gesellschaft zu Berlin“
- Claus von Bredow (1850–1913), preußischer Generalmajor
- Dietrich von Bredow (1768–1836), Gutsbesitzer und preußischer Landrat
- Emanuel Friedrich von Bredow (1732–1780), preußischer Oberst und Kommandeur des Regiments Gensdarmes
- Eva von Bredow (1904–1979), deutsche Leichtathletin
- Ernst von Bredow (1834–1900), Gutsbesitzer und Politiker, MdR
- Ernst Wilhelm von Bredow (1709–1755), preußischer Minister
- Ferdinand von Bredow (1884–1934), Generalmajor
- Friedrich Ludwig Wilhelm von Bredow (1763–1820), preußischer Gutsbesitzer
- Friedrich Siegmund von Bredow (1683–1759), preußischer General der Kavallerie
- Georg Heinrich Eduard von Bredow (1810–1883), preußischer Jurist und Schriftsteller
- Gerda von Bredow (1914–2005), Philosophin; GND 105058424.
- Gottfried Albrecht von Bredow (1650–1730), preußischer Generalleutnant und Gouverneur der Festung Peitz
- Hannah von Bredow (1893–1971), geb. Gräfin von Bismarck-Schönhausen, Gegnerin des Nationalsozialismus
- Hasso II. von Bredow, Landeshauptmann sämtlicher Marken
- Hasso von Bredow (Landrat) (1812–1864), preußischer Landrat des Kreises Westhavelland
- Hasso von Bredow (General) (1851–1922), preußischer General der Infanterie
- Hasso von Bredow (Marineoffizier) (1883–1966), deutscher Konteradmiral
- Hedwig von Bredow (1853–1932), deutsche Verbandsfunktionärin und Reisende
- Henning von Bredow, Bischof von Brandenburg 1406–1414
- Henning August von Bredow (1774–1832), mecklenburg-strelitzscher Oberforstmeister, preußischer Landrat und Gutsbesitzer, sächsischer Winzer und Önologe
- Hermann von Bredow (1893–1954), deutscher Konteradmiral
- Ilse Gräfin von Bredow (1922–2014), deutsche Schriftstellerin
- Ingo von Bredow (1939–2015), Regattasegler
- Iris von Bredow (1948–2018), deutsche Althistorikerin, Übersetzerin und Romanautorin
- Jakob Friedrich von Bredow (1702–1783), preußischer Generalmajor und Ritter des Ordens Pour le Mérite
- Jessica von Bredow-Werndl, deutsche Dressurreiterin (* 1986)
- Joachim von Bredow (1441–1507), Fürstbischof im Bistum Brandenburg 1485–1507
- Joachim von Bredow (1858–1914), deutscher Konteradmiral, Marinekommissar für den Kaiser-Wilhelm-Kanal
- Joachim von Bredow (1872–1926), deutscher Verwaltungsbeamter, Parlamentarier und Rittergutsbesitzer
- Joachim von Bredow (1867–1941), deutscher Parlamentarier und Rittergutsbesitzer
- Joachim Heinrich von Bredow (1643–1705), kurbrandenburgischer Generalmajor
- Joachim Leopold von Bredow (1699–1759), preußischer Generalmajor
- Juliane Freiin von Bredow (1904–1998),[35] 41. Stiftsherrin zu Keppel 1948–1966
- Karl Friedrich Ernst Adolf von Bredow-Ihlow (1763–1852), Fideikommissherr auf Ihlow, Domherr von Brandenburg und 1829 kurzzeitig Kurator der Ritterakademie Brandenburg
- Karl von Bredow-Buchow-Carpzow (1832–1904), Politiker und Mitglied des Preußischen Herrenhauses, Domherr von Brandenburg und Kurator der Ritterakademie[36]
- Kaspar Ludwig von Bredow (1685–1773), preußischer Generalleutnant, Lehrmeister Friedrichs des Großen
- Katarina von Bredow (* 1967), schwedische Schriftstellerin
- Klaus von Bredow (Landrat) (1875–1961), Landrat
- Kuno Ernst von Bredow (1663–1725), preußischer Generalmajor, Herr auf Rostin und Amtshauptmann von Gramzow
- Leopold von Bredow (1787–1878), Politiker, Mitglied des Preußischen Herrenhauses
- Leopold Bill von Bredow (* 1933), Diplomat und deutscher Botschafter in Griechenland
- Lippold von Bredow, Landeshauptmann und Statthalter in der Mark Brandenburg
- Ludwig von Bredow (1825–1877), Landrat und Mitglied des Konstituierenden Reichstags des Norddeutschen Bundes
- Maria von Bredow (1899–1958), deutsche Landwirtin und Politikerin
- Mathias Christoph von Bredow (1685–1734), preußischer Beamter
- Max von Bredow (1817–1893), Offizier, Rittergutsbesitzer und Politiker
- Max Hermann Wichard Oskar von Bredow (1855–1918), Gutsbesitzer und preußischer Politiker
- Moritz von Bredow (* 1963), deutscher Kinderarzt und Autor
- Paul von Bredow (1847–1915), preußischer Generalleutnant
- Wichard von Bredow (1888–1951), Landrat
- Wilfried von Bredow (* 1944), Politologe, Vizepräsident der Philipps-Universität Marburg, Kinderbuchautor
- Wilkin Graf von Bredow (1855–1921), Gutsbesitzer, Mitglied des preußischen Abgeordnetenhauses
- Wolf von Bredow (1834–1920), Gutsbesitzer und preußischer Politiker

## Wappen
Blasonierung des Stammwappens: „In Silber ein roter Steighaken mit drei goldenen Quersprossen. Auf dem rot-silbern bewulsteten Helm mit ebensolchen Decken ein wachsender goldbewehrter silberner Steinbock.“
Das Wappenbild mit der roten Steigleiter ist identisch mit dem der von Ramin. Laut Kneschke besteht auch eine Stammesverwandtschaft der beiden Geschlechter.

## Wappengalerie
„Das Geschlecht führte einen roten Steighaken in seinem Wappen, der gleichsam als Sinnbild für seinen Aufstieg in die erste Reihe des brandenburgischen Adels steht.“

Stammwappen der Familie von Bredow[38]
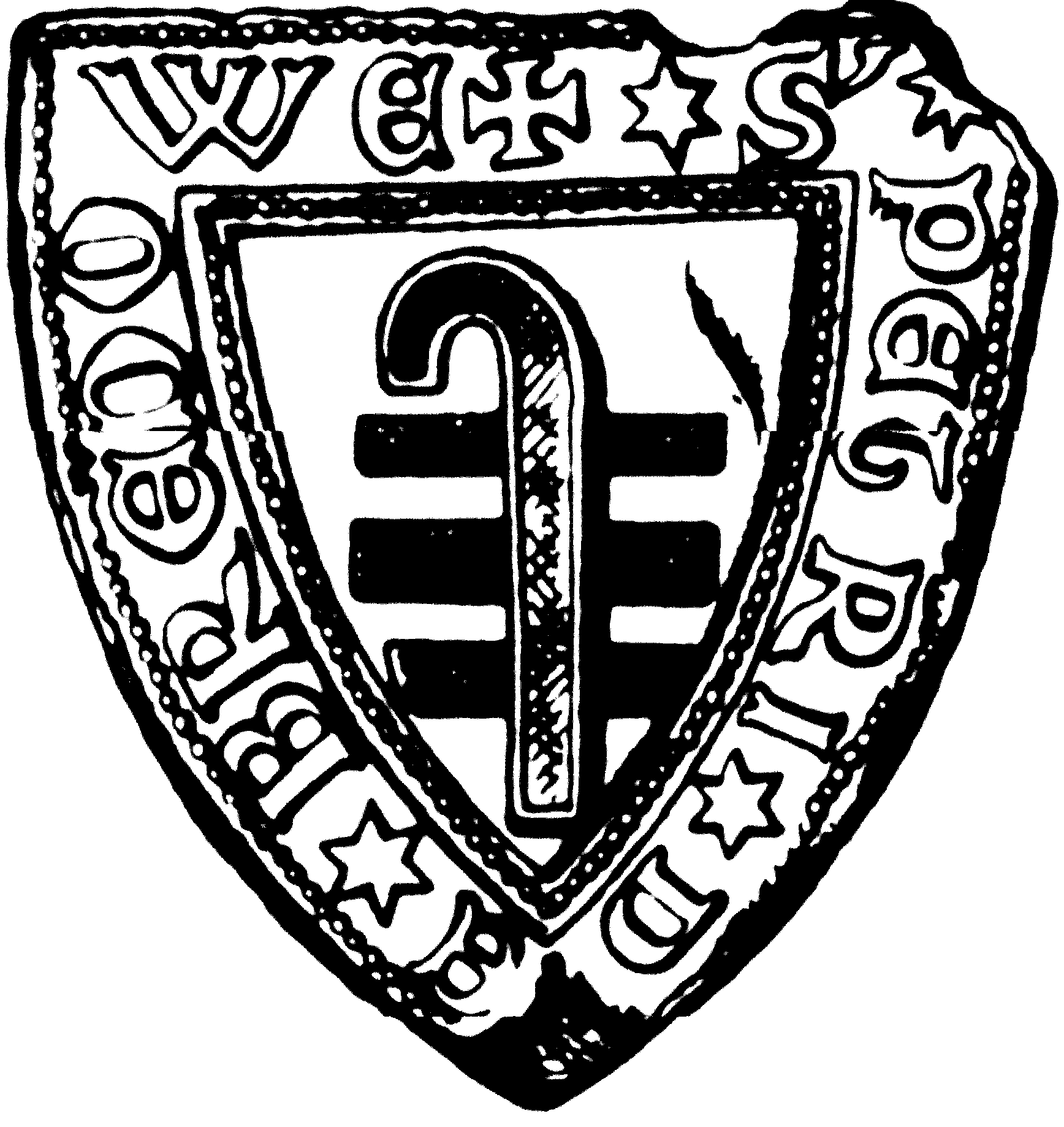
Siegel des Peter von Bredow, 1335 Begründer der Friesacker Linie
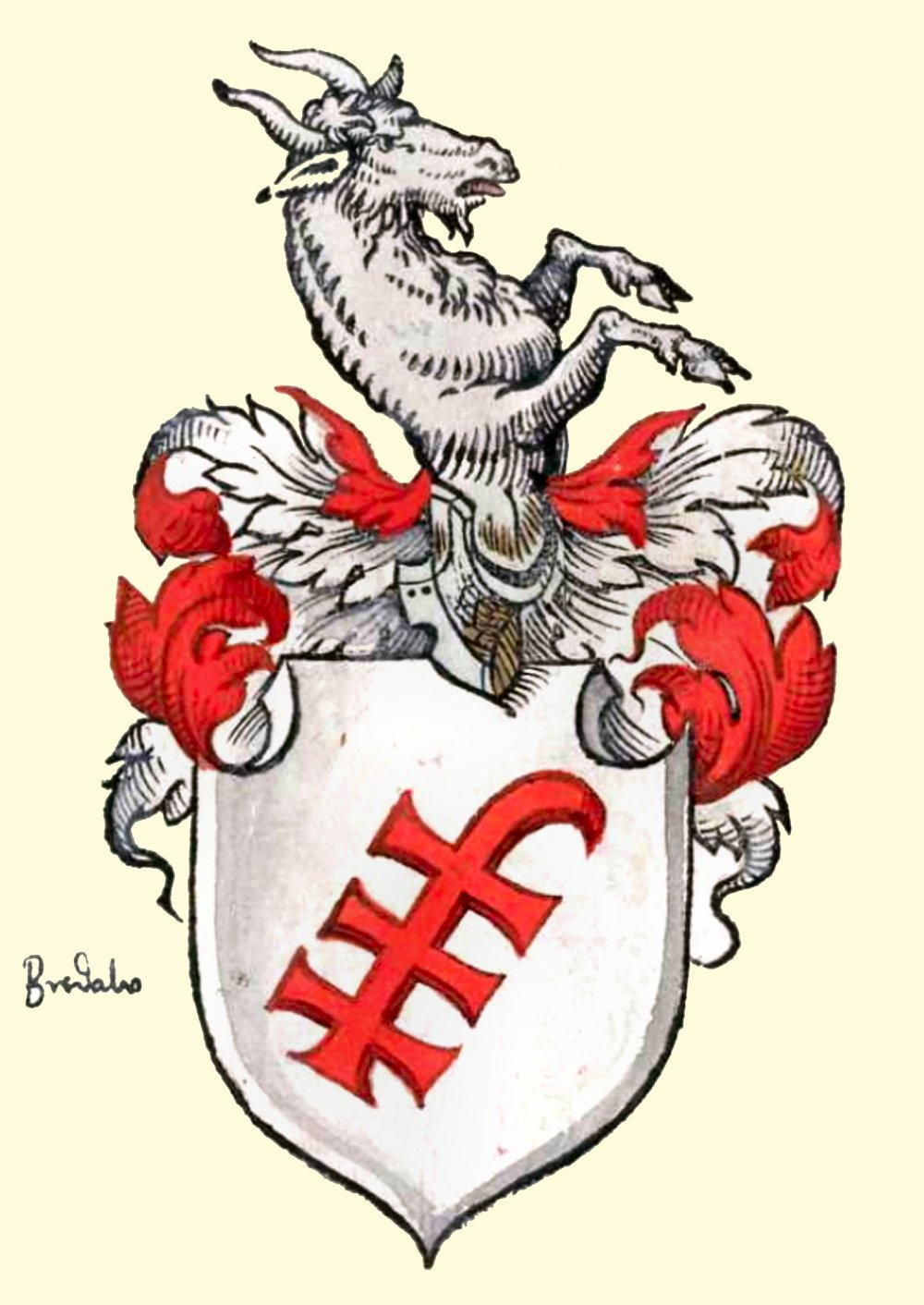
Römischer Kayserlichen / auch zu Hungern vnd Behaimb / Königlichen Mayestat Wappen, 1578
Familienwappen derer von Bredow[39]
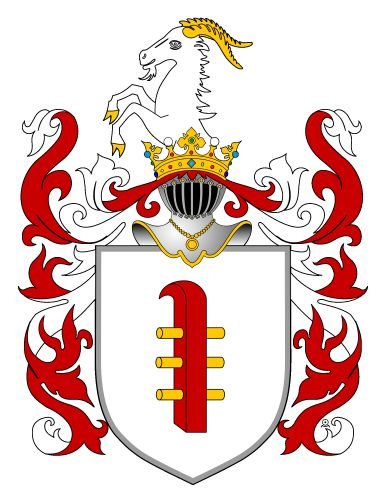
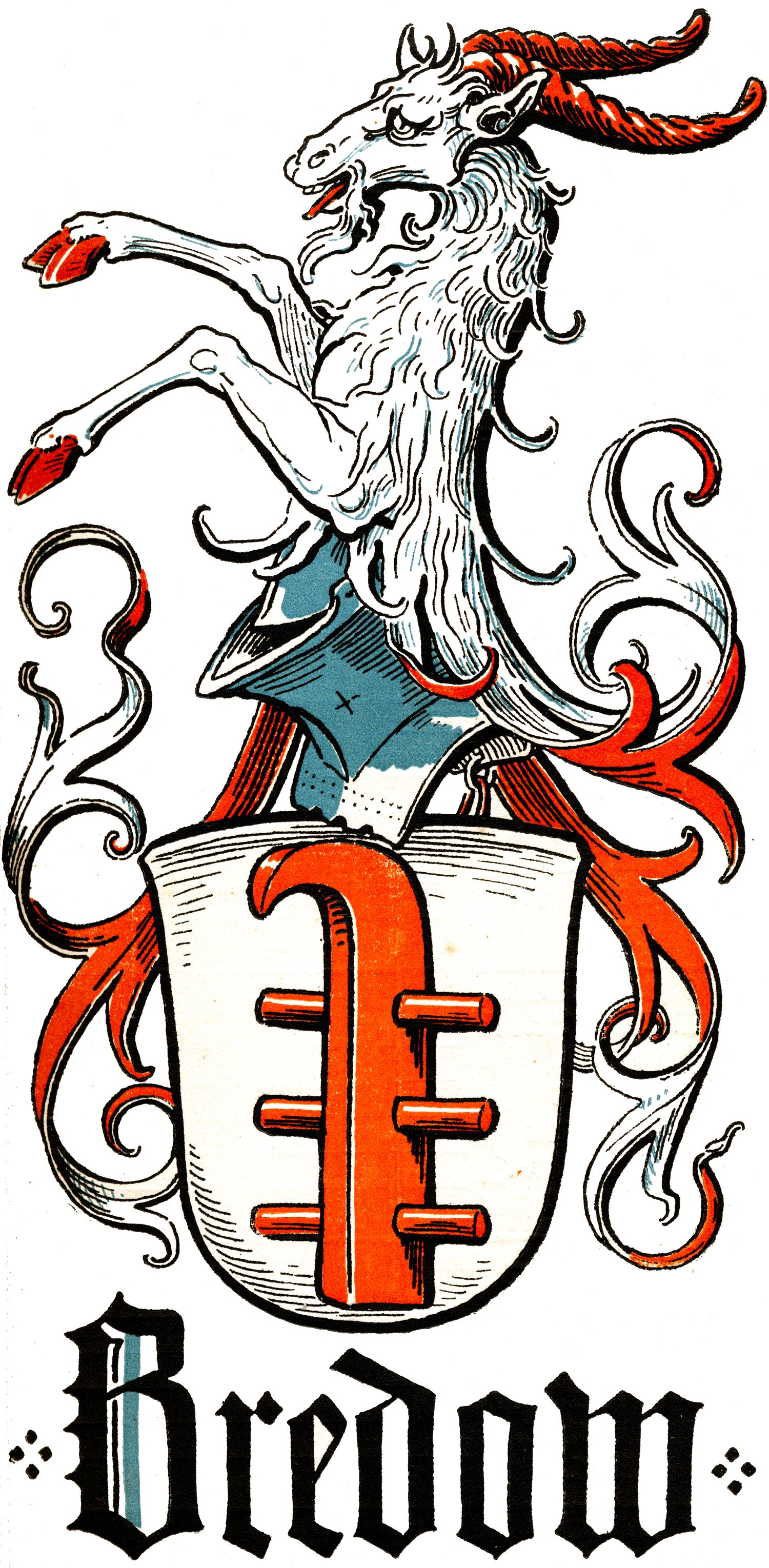
Wappengrafik von Otto Hupp im Münchener Kalender von 1907

Das heraldische Bild der dreisprossigen Sturmleiter ist noch heute Bestandteil von Wappen im Havelland und in Tschechien. So von folgenden Gemeinden und Ortsteilen:

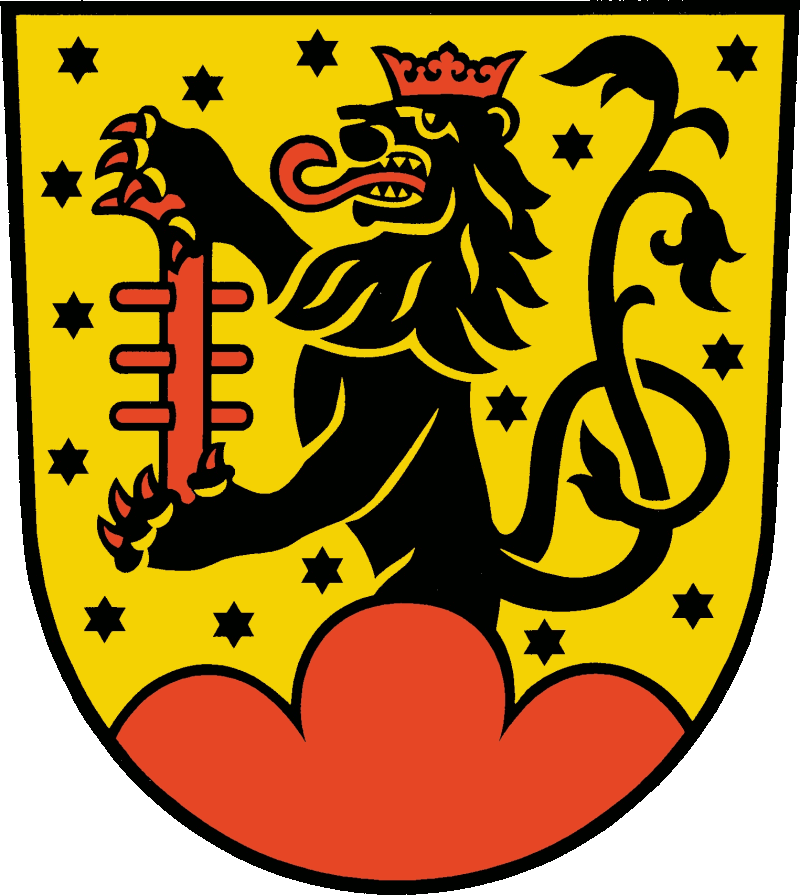
Gemeinde Löwenberger Land
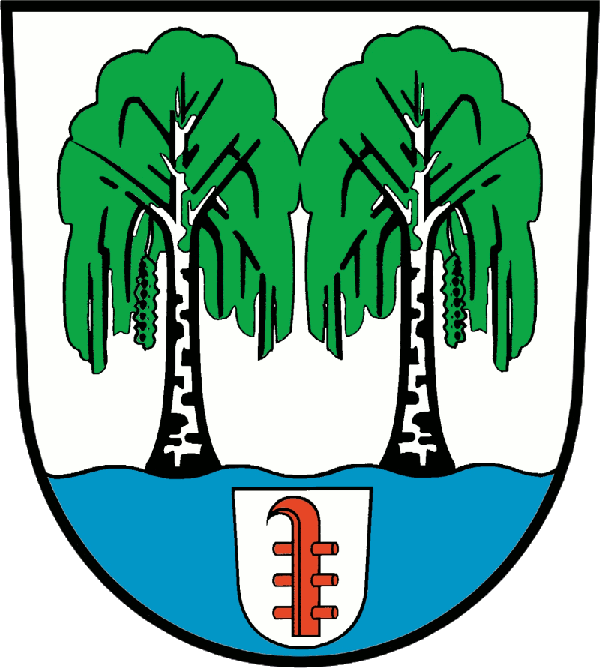
Gemeinde Brieselang
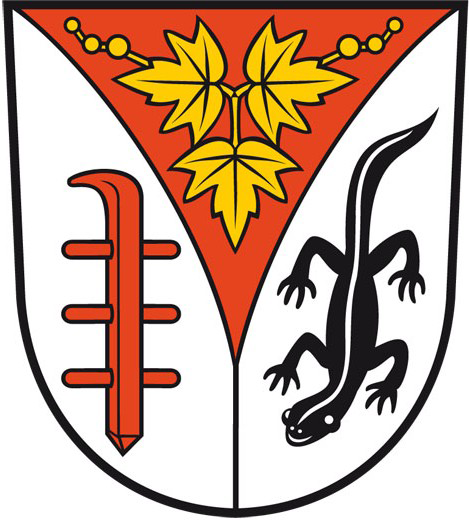
Ortsteil Bredow Gemeinde Brieselang
Ortsteil Zeestow Gemeinde Brieselang
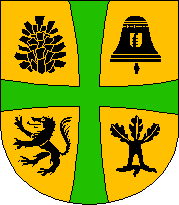
Ortsteil Neu Vehlefanz Gemeinde Oberkrämer
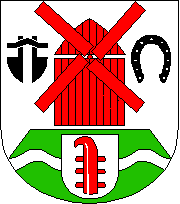
Ortsteil Vehlefanz Gemeinde Oberkrämer
Gemeinde Šedivec (CZ)
Gemeinde Doksy (CZ)